# 사철란

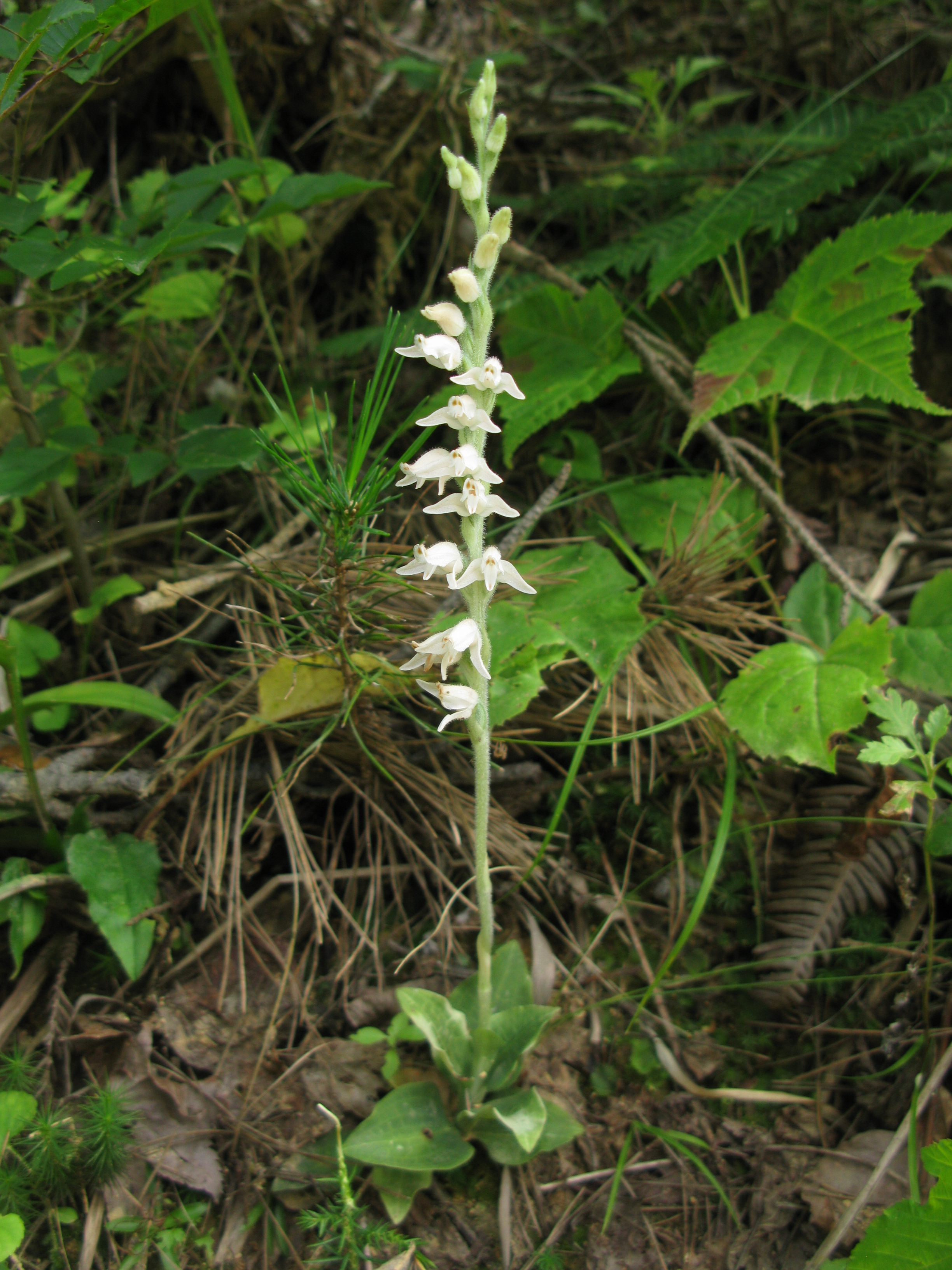

사철란은 제주도와 울릉도에서 나는 상록 여러해살이풀로서 알록난초라고도 한다. 숲속에서 자라며 높이 10~20cm로 각마디에 잔털과 수염뿌리가 난다. 잎은 길이 2~4cm의 좁은 난형이며 짙은 녹색 바탕에 흰색의 무늬가 있다. 짧은 잎자루의 밑부분은 꽃줄기를 감싸서 칼집 모양이 된다. 꽃은 흰색이며 때에 따라 연한 홍색인 것도 있고, 8~9월에 꽃자루가 나와 10개 내외의 꽃이 한쪽 방향으로 치우쳐서 달린다. 포(苞)은 꽃과 거의 같은 길이이며 씨방과 나란히 서고, 꽃줄기의 윗부분과 씨방은 털이 있다. 꽃받침은 좁은 난형이고 끝이 둔하며 1개의 맥이 있다. 꽃잎은 넓은 도피침형이며 중앙부의 꽃받침에 붙어 있다. 열매는 삭과로 길이 8~12mm, 개화기는 8~9월이다.